# Afroaeschna scotias
Afroaeschna scotias е вид водно конче от семейство Aeshnidae. Видът е незастрашен от изчезване.

## Разпространение
Разпространен е в Демократична република Конго, Замбия, Камерун, Нигерия и Уганда.